# 加勒特·菲茨傑拉德

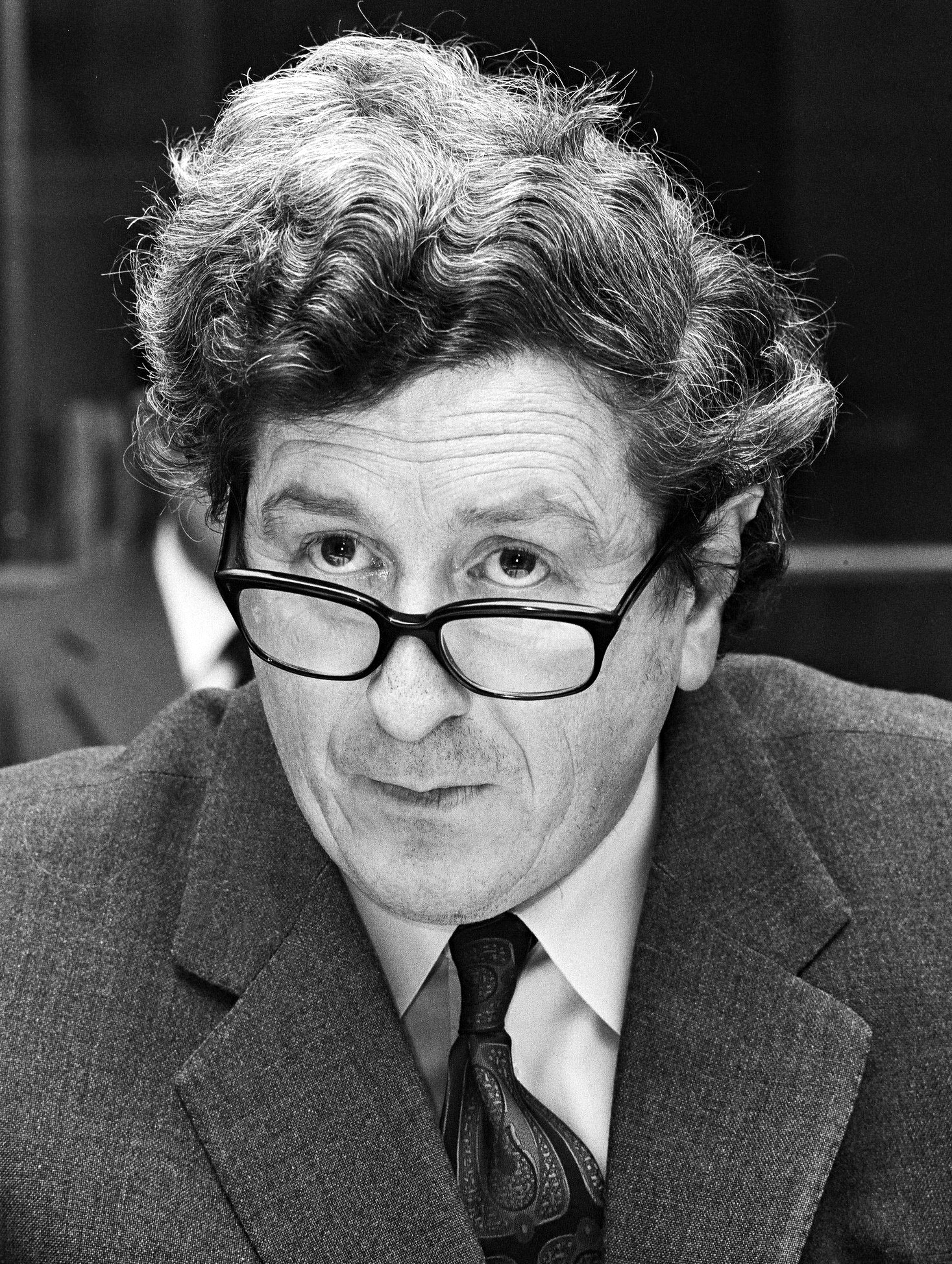
加勒特·菲茨傑拉德

加勒特·德斯蒙德·菲茨傑拉德（1926年2月9日—2011年5月19日），愛爾蘭政治家，愛爾蘭統一黨領袖，曾任愛爾蘭外交部長（1973年至1977年），亦曾任愛爾蘭總理。